# Délkelet-Európa

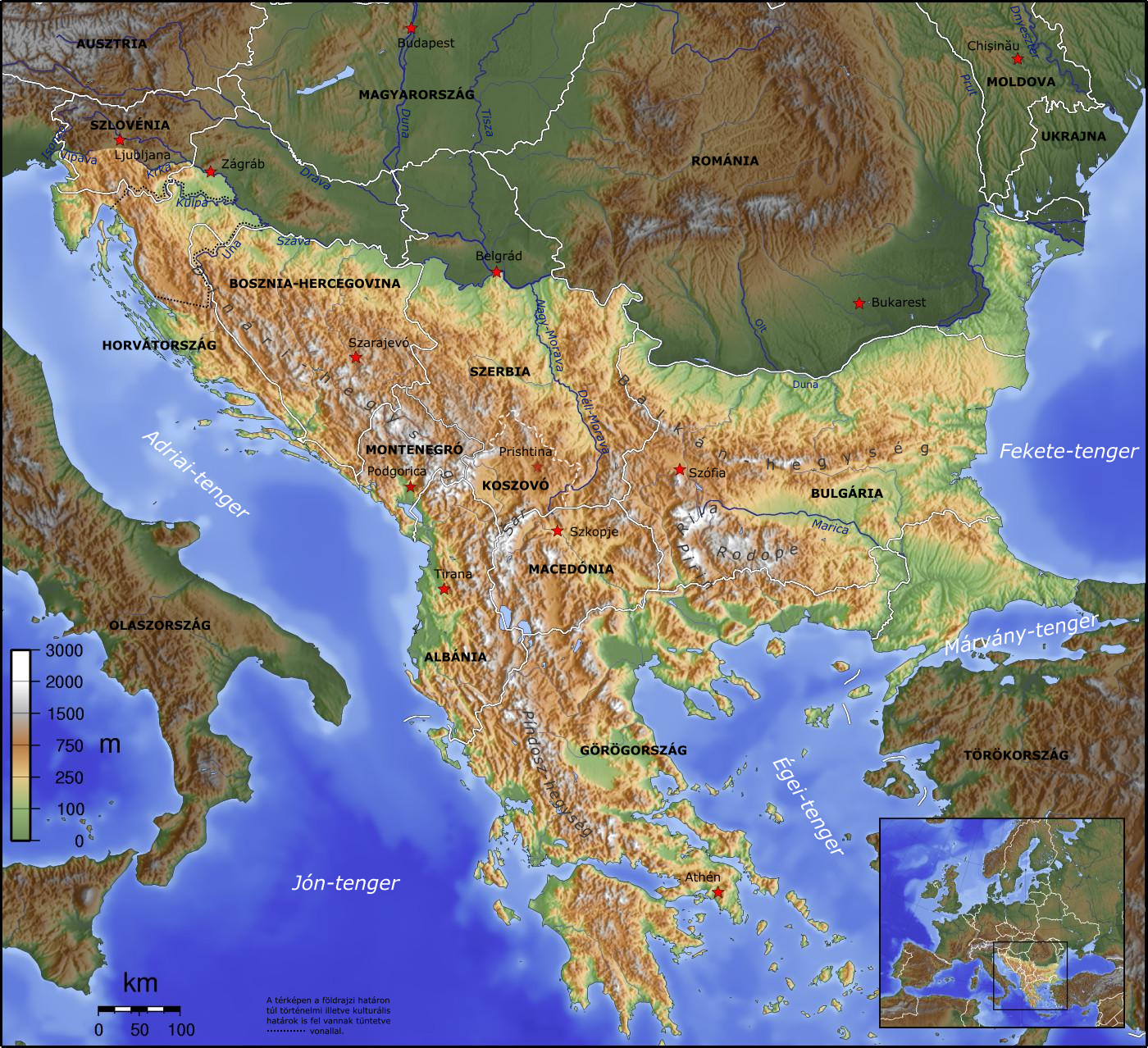
A Balkán-félsziget a Duna-Száva-Kupa definíció szerint

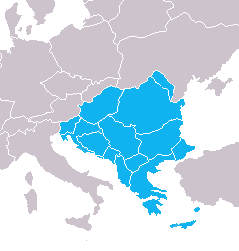
Délkelet-Európa a legtágabb definíciók szerint

Délkelet-Európa Európa  régiója. Területébe Szlovéniát csak ritkán veszik bele, Romániát azonban már gyakrabban beleértik. A régió teljes területe Szlovénia és Románia nélkül 550 000 km², népessége 53 millió fő.
A tágabb értelemben vett Dél-Európa magában foglalja Délkelet-Európát is.
Habár Délkelet-Európa nagy része a Balkán-félszigeten fekszik, nem teljesen azonos vele: a félsziget területén kívül hozzátartozik még Görögország szigetvilága, Szerbia és Horvátország északi, a Száva–Duna-vonaltól északra eső részei, bizonyos értelemben a Ciprusi Köztársaság területe, illetve Törökország európai részei. A félsziget területéből azonban nem tartozik hozzá a romániai Dobrudzsa.
Délkelet-Európa ugyancsak nem azonosítható teljesen a Balkán térséggel sem. A Balkán történelmi-kulturális fogalom, amely földrajzilag nagyrészt valóban a Balkán-félszigetet jelenti, de a romániai Regát területét szintén a Balkánhoz tartozónak tekintik.

## Országok

Délkelet-Európa országai narancssárgával jelölve, a Délkelet-Európához sorolt területek narancssárga vonallal határolva.

A következő országok tartoznak Délkelet-Európához:
- Albánia
- Bosznia-Hercegovina
- Bulgária
- Észak-Macedónia
- Görögország
- Koszovó – vitatott státuszú terület, 2008-ban kiáltotta ki a függetlenségét Szerbiától, jelenleg 108 ENSZ-tagállam ismeri el.
- Montenegró
- Szerbia

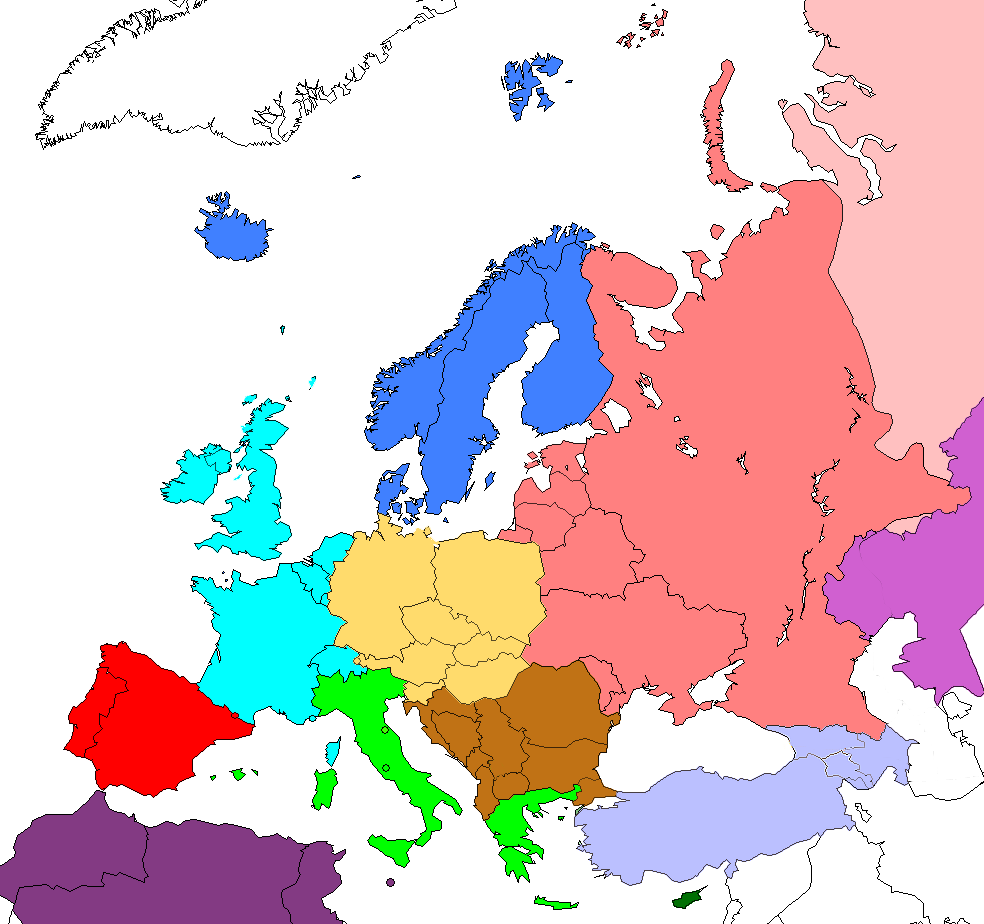
Európa régiói a CIA World Factbook szerint, Délkelet-Európa barnával jelölve

Esetenként Délkelet-Európához sorolják a következő országokat vagy egyes területeiket is :
- Ciprusi Köztársaság – a Ciprus szigetén található ország az Európai Unió tagja, így ebben a tekintetben Délkelet-Európa része. Mivel a sziget természetföldrajzi tekintetben Ázsiához tartozik, ezért ebben a tekintetben maga az ország is.
  -  Észak-Ciprus – el nem ismert állam Ciprus szigetének északi felén, nemzetközi jog szerint a Ciprusi Köztársaság része.
- Horvátország – elsősorban a partvidéki területei tartoznak Délkelet-Európához, az északi része földrajzilag Közép-Európához sorolható, kulturális értelemben is inkább közép-európai országnak szokták tekinteni.
- Románia – hol Délkelet-Európához, hol Közép-Európához sorolják. Természetföldrajzilag leginkább Dobrudzsa tartozik Délkelet-Európához. A mai romániai külpolitika és közfelfogás szerint azonban az ország földrajzilag inkább Közép-Európa részét alkotja.
- Szlovénia – az országot általában Közép-Európa részének tekintik, csak nagyon ritkán veszik Délkelet-Európához.
- Törökország területének 3%-a – Trákia keleti része, valamint Gökçeada és Bozcaada szigetei – természetföldrajzi értelemben Délkelet-Európához tartozik, míg a fennmaradó része Kis-Ázsiában Anatólia található.
- Akrotíri és Dekélia – az Egyesült Királyság szuverén katonai támaszpontjai Ciprus szigetén.

Egyes Délkelet-Európához kötődő nemzetközi együttműködési programokba bevonnak hagyományosan közép- és kelet-európai országokat is (pl. integritási, stabilitási, bűnmegelőzési, éghajlatvédelmi programok):
- Magyarország
- Moldova
- Szlovákia